# 小行星9116
小行星9116（9116 Billhamilton）是一颗绕太阳运转的小行星，为主小行星带小行星。该小行星于1997年3月7日发现。

## 轨道参数
小行星9116的轨道半长轴为2.3168745 UA，离心率为0.121。